# Ered Luin

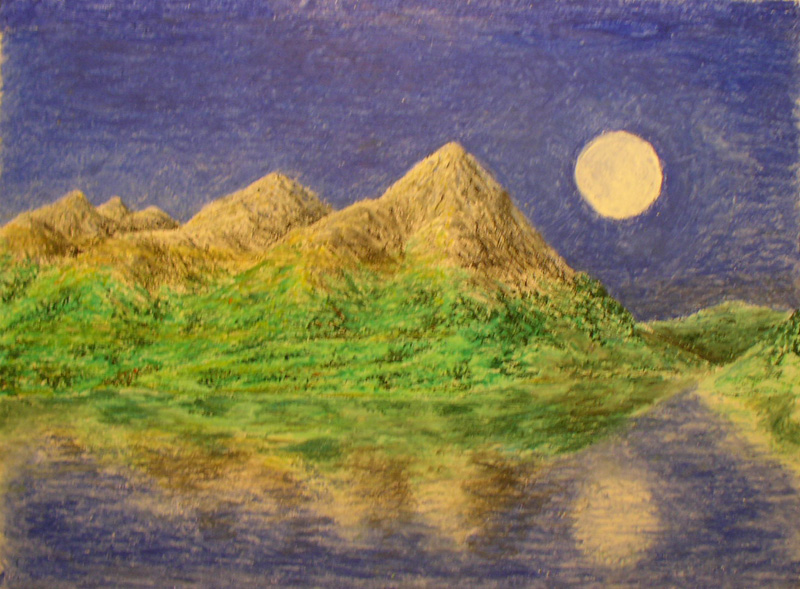
De Ered Luin, later de Ered Lindon.

De Ered Luin (Nederlands: Blauwe Bergen, Engels: Blue Mountains) is de naam van een fictieve bergketen uit het werk van J.R.R. Tolkien.
Deze bergketen vormde de oostelijke grens van de Elfenlanden van Beleriand. Hier bevonden zich de Dwergenrijken Belegost en Nogrod. Na het einde van de Eerste Era van de Zon, toen de koninkrijken van de Elfen en van de Dwergen van Beleriand vernietigd waren, verzonk het grootste deel van de Blauwe Bergen in zee. Het deel dat overbleef, werd door de Golf van Lhûn in tweeën gesplitst. Hier legde Círdan, de heer van de Falathrim Elfen van Beleriand, de Grijze Havens aan. In het kleine overgebleven gebied van Beleriand, ten westen van de Blauwe Bergen, Lindon genaamd, bevond zich het koninkrijk van Gil-galad, de laatste hoge koning van de Eldar in Midden-Aarde. Gedurende de hele Era hield Lindon stand als Elfenrijk met de Grijze Havens en vormden de Blauwe Bergen een toevluchtsoord voor kleine vestingen van de Brede-Straalbaarden, Langbaarden en Vuurbaarden.